# Annemarie Kuhn
Annemarie Kuhn (ur. 9 maja 1937 w Ludwigshafen am Rhein) – niemiecka polityk, działaczka związkowa i samorządowa, posłanka do Parlamentu Europejskiego III i IV kadencji.

## Życiorys
Zawodowo pracowała w bankowości, zgodnie ze swoim wykształceniem. Była też działaczką związkową w ramach IG Chemie, Papier, Keramik. W 1964 wstąpiła do Socjaldemokratycznej Partii Niemiec, zasiadała we władzach partyjnych w Moguncji. Od 1974 do 1991 była radną miejską. W latach 1990–1999 sprawowała mandat eurodeputowanej. Należała do frakcji socjalistycznej, pracowała m.in. w Komisji ds. Petycji oraz w Komisji ds. Środowiska Naturalnego, Zdrowia Publicznego i Ochrony Konsumentów.